# Сенницы-1
Сенницы-1 — село в городском округе Озёры Московской области России.
До 2015 года относилось к сельскому поселению Клишинское, до муниципальной реформы 2006 года — село Сенницкого сельского округа. Население — 98 чел. (2015).
Расположено в восточной части района, примерно в 12,5 км к востоку от центра города Озёры, с которым связано автобусным сообщением. В селе две улицы — Новая и Пролетарская, зарегистрировано садовое товарищество. Ближайшие населённые пункты — деревни Климово, Клинское и село Сенницы-2.

## Население
| 2002 | 2006 | 2010 | 2015 |
| ---- | ---- | ---- | ---- |
| 101  | ↗112 | ↘78  | ↗98  |